# 氣象廳 (日本)
氣象廳（日语：／ Kishō chō */?）是日本國土交通省轄下的外局之一（國土交通省設置法第46條），根據《氣象業務法》成立，负责日本的氣象觀測、地震、火山及海嘯災害等監測工作。

## 概要
為了健全發展氣象業務，國土交通省設置法第47條列述氣象廳的主掌事務。
1. 與宇宙開發相關的大規模技術開發有關的氣象業務（第16號）
2. 氣象業務相關基本計畫作成及推動（第119號）
3. 氣象、地象（發生地震時的斷層運動與震動）及水象預報及警報（第120號）
4. 觀測氣象、地象、地動、地球磁氣、地球電氣及水象與相關輻射，以及氣象、地象及水象相關資訊（第121號）
5. 氣象等測儀（第122號）
6. 協助氣象業務相關技術之研究與開發，氣象業務相關技術的指導及普及（第124號）

氣象廳的氣象業務明訂於氣象業務法，該法確立「氣象」、「地象」、「水象」、「觀測」、「預報」等概念。「氣象、地象及水象相關資訊」包含了天氣預報、地震情報、火山情報、海嘯情報等等。
由於涉及軍事機密，日本傳統上的氣象情報業務為國家獨佔，並由氣象廳管轄。但自1995年5月開放民間氣象業者開始，氣象情報業務持續向民間開放，氣象廳的業務也逐漸縮減至與國民生命、財產保護等相關事項。例如1955年以來，氣象廳在每年3月至4月發表櫻花開花預測，但2009年起改由民間氣象業者提供（櫻前線）。不過，做為生物觀測的一環，氣象廳仍持續發表開花預測。
氣象廳的前身是1887年成立的內務省中央氣象台。經移交文部省、運輸通信省之後，1945年5月成為運輸省組織。1956年升格為運輸省外局，更名為現在的氣象廳。2001年中央省廳再編，成為國土交通省外局。
氣象廳在1989年擔任世界氣象組織的西北太平洋熱帶氣旋區域專責氣象中心，在2000年後接替美軍聯合颱風警報中心負責有關世界氣象組織對國際換日線以西的北太平洋洋面上生成的熱帶氣旋達熱帶風暴或以上級別給予命名工作。

## 沿革

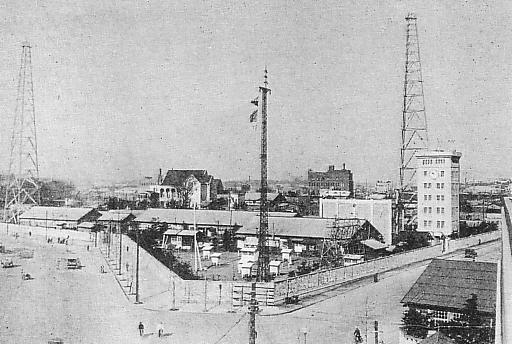
1930年左右的中央氣象台(現氣象廳）

- 1872年（明治5年）8月26日 - 工部省測量司在北海道函館（現在金森紅磚倉庫（日语：金森赤レンガ倉庫））設置「氣候測量所」。
- 1874年（明治7年）1月 - 從工部省交給內務省管轄。
- 1875年（明治8年）6月1日 - 內務省地理寮（現在的國土地理院）量地課設東京氣象台。
- 1887年（明治20年）1月1日 - 東京氣象台更名為中央氣象台。
- 1895年（明治28年）4月 - 移交給文部省管轄。
- 1923年（大正12年）1月1日 - 移至麴町區元衛町（現千代田區竹平町1，現廳舍西側壕溝旁）[4][5]。
- 1942年（昭和17年）- 東京氣象台成立日訂為氣象紀念日[6]。
- 1943年（昭和18年）11月 - 改由運輸通信省管轄。
- 1945年（昭和20年）5月 - 改由運輸省管轄。
- 1956年（昭和31年）7月1日 - 成為運輸省外局，更名為現在的「氣象廳」。
- 1964年（昭和39年）3月 - 從竹平町1移至大手町1丁目的現址（同月12日舉成落成式）。
- 1974年（昭和49年）6月20日 - 成立火山噴火預知連絡會（日语：火山噴火予知連絡会）。
- 2001年（平成13年）1月6日 - 中央省廳再編，成為國土交通省外局。
- 2013年（平成25年）10月1日 - 氣象業務法及國土交通省設置法部分修正法（平成25年法23號）施行，廢止海洋氣象台。函館海洋氣象台、神戶海洋氣象台、長崎海洋氣象台分別改為函館地方氣象台、神戶地方氣象台、長崎地方氣象台，成為札幌、大阪、福岡各管區氣象台的內部組織。舞鶴海洋氣象台改為海洋氣象課的內部組織「日本海海洋氣象中心」。

## 組織

### 幹部
- 氣象廳長官（法律第45條）
- 氣象廳次長（政令第225條）

### 内部部局
- 總務部（參事官、總務課、人事課、企劃課、民間事業振興課、經理管理官、航空氣象管理官）
- 預報部（業務課、預報課、數值預報課、情報通信課） - 发布天氣預報及各種氣象警報・注意報。
- 觀測部（計畫課、觀測課、氣象衛星課） - 使用氣象衛星與無線電探空儀以及地上观测仪器進行氣象觀測。
- 地震火山部（管理課、地震海嘯監視課、地震預知情報課、火山課） - 实施地震、海啸及火山活动的观测。松代地震观测所屬於地震海嘯監視課。
- 地球環境・海洋部（地球環境業務課、氣候情報課、海洋氣象課、環境氣象管理官） - 地球環境問題與海上氣象觀測等之活動進行。離島（父島・南鳥島）觀測所屬於地球環境業務課。

### 設施等機关
- 氣象研究所（政令第234條）
- 氣象衛星中心（日语：気象衛星センター）
- 高層氣象台（日语：高層気象台）
- 地磁氣觀測所（日语：気象庁地磁気観測所）
- 氣象大學校

### 地方支分部局
氣象廳的地方支分部局有管區氣象台與沖繩氣象台兩類。管區氣象台與沖繩氣象台合稱「管區氣象台等」（法律第49條第1項）。其下設有地方氣象台與其補助的測候所。過去地方支分部局還有一類，稱海洋氣象台，有函館、舞鶴、神戶、長崎四處，但為了強化氣象觀測與預報體制，2013年10月1日移轉為地方氣象台等。地方氣象台與測候所中，向飛機提供氣象、地象及水象預報及警報，以及管轄機場與其周邊的類型，稱為航空地方氣象台與航空測候所。
- 管區氣象台（法律第48條第1項）（5）
  - 札幌管區氣象台
  - 仙台管區氣象台
  - 東京管區氣象台
  - 大阪管區氣象台
  - 福岡管區氣象台
- 沖繩氣象台（日语：沖縄気象台）（法律第48條第2項）

### 機動調査班
氣象廳機動調査班（日语：／、英語：」）成立於2008年（平成20年）10月17日，是在自然災害發生時，氣象廳派遣至受災地域周邊調查與解說現象的職員總稱。

## 財政
2018年度（平成30年度）一般會計最初預算為568億332萬8千日圓。佔國土交通省一般會計預算（5兆9392億1541萬8千日圓）約0.96%。其中，氣象官署共通費361億4821萬8千日圓（63.6%）、氣象官署設施費7億8027萬1千日圓（1.3%）、觀測預報等業務費172億4882萬2千日圓（30.4%）、氣象研究所26億2601萬7千日圓（4.62%）。以事務費與人事費區分的化，事務費為208億7400萬日圓（36.7％），人事費359億2900萬日圓（63.3％）。

## 職員
2017年7月，氣象廳全體的一般職在職人數為4,794人（其中女性420人）。佔國土交通省全部在職人數6萬728人（其中女性6,084人）7.9%（6.9%）。員額依國土交通省定員規則，2012年4月的員額為5,071人。
氣象廳職員來自於國家公務員採用綜合職試驗（研究所畢業者試驗、大學程度試驗）、國家公務員採用一般職試驗（大學程度試驗）與氣象大學校學生採用試驗合格者。全部試驗都由人事院舉辦。過去的任用狀況，舊I種與II種（相當於現在的綜合職與一般職）約有九成來自於理工系試驗合格者。氣象大學校學生採用試驗是氣象大學校大學部學生的錄取試驗，因此屬於高中程度試驗。1959年時稱作氣象廳研修所高等部學生採用試驗，1962年度研修所改為氣象大學校，試驗名稱也更改成現名（人事院2012、p.251）。
氣象廳職員是一般職的國家公務員，適用一般職俸給法，俸給表採用行政職俸給表或指定職俸給表。但是氣象大學校的教頭、教授、准教授、講師及助教則適用教育職俸給表（一）（人事院規則九―二第8條）。特定職務則依人事院指定，提供特殊勤務加給（爆裂物處理等作業加給、航空加給、山上作業加給、夜間特殊業務加給）（人事院規則九―三〇）。
一般職的國家公務員比照國家公務員法，沒有勞動基本權的爭議權與團體協約締結權。但擁有團結權，可組成或加入國公法規定的勞動組合「職員團體」（國公法第108條之2第3項）。
現在的職員團體有國土交通勞動組合（簡稱國交勞組）與沖繩國家公務員勞動組合（沖繩國公勞）的支部。札幌管區氣象台有國交勞組北海道氣象支部、仙台管區氣象台有國交勞組北東北氣象支部、本廳有國交勞組北東京氣象支部、東京管區氣象台有國交勞組北關東中部氣象支部、氣象研究所有國交勞組北氣象研究所支部、大阪管區氣象台有國交勞組北關西氣象支部、福岡管區氣象台有國交勞組北九州氣象支部、沖繩氣象台有國交勞組北沖繩氣象支部與沖繩國公勞氣象支部。國交勞組是國公勞連成員，沖繩國公勞是國公連合成員。過去最大的勞動組合（工會）是1957年成立的全氣象勞動組合（全氣象），但已於2011年9月的第55回定期大會解散，與國土交通省國公勞連旗下的其他他勞動組合整合為國土交通勞動組合，組織尚再分為上述的八個支部。

## 文宣
氣象廳編輯的白皮書稱為《現今氣象業務》（通稱「氣象白皮書」）。另外也對於暴風、豪雨、地震的自然現象造成災害時發表「災害時自然現象報告書」。
定期發行的文宣有2002年5月創刊的線上電子報《你好！這是氣象廳！》，由總務部總務課編輯發行。

## 廳舍
本廳舍位於東京都千代田區大手町1丁目3番4號。廳舍內可供一般人利用的設施有介紹氣象廳業務的「氣象科學館」、天氣諮詢所與國立國會圖書館支部気象廳圖書館。另外還有氣象資料專門店津村書店。
2007年（平成19年）6月15日舉行的財務省國有財產有效活用專家會議，建議賣掉氣象廳廳舍現址，氣象廳移往港區虎之門。除了東京管區氣象台隨之移轉，而地面氣象觀測設施（氣溫與風向風速觀測點「東京」）已在2014年12月2日移到近鄰的北之丸公園內。

## 歴屆中央氣象台長和氣象廳長官
| 屆次         | 姓名       | 就任日期      | 備註                               |
| ------------ | ---------- | ------------- | ---------------------------------- |
| 中央氣象台長 |            |               |                                    |
| 1            | 荒井郁之助 | 1890年8月2日  | 基於中央氣象台官制的制定           |
| 2            | 小林一知   | 1891年8月16日 |                                    |
| 3            | 中村精男   | 1895年4月1日  |                                    |
| 4            | 岡田武松   | 1923年7月14日 |                                    |
| 5            | 藤原咲平   | 1941年7月30日 | 任職於太平洋戰爭時期，後遭公職追放 |
| 6            | 和達清夫   | 1947年3月31日 |                                    |
| 氣象廳長官   |            |               |                                    |
| 1            | 和達清夫   | 1956年7月1日  |                                    |
| 2            | 畠山久尚   | 1963年3月26日 |                                    |
| 3            | 柴田淑次   | 1965年3月31日 |                                    |
| 4            | 吉武素二   | 1969年3月31日 |                                    |
| 5            | 高橋浩一郎 | 1971年3月31日 |                                    |
| 6            | 毛利圭太郎 | 1974年4月1日  |                                    |
| 7            | 有住直介   | 1976年4月1日  |                                    |
| 8            | 窪田正八   | 1978年4月1日  |                                    |
| 9            | 增澤讓太郎 | 1980年4月1日  |                                    |
| 10           | 末廣重二   | 1983年4月1日  |                                    |
| 11           | 內田英治   | 1985年4月1日  |                                    |
| 12           | 菊地幸雄   | 1987年4月1日  |                                    |
| 13           | 立平良三   | 1990年4月1日  |                                    |
| 14           | 新田尚     | 1992年4月1日  |                                    |
| 15           | 二宮洸三   | 1993年4月1日  |                                    |
| 16           | 小野俊行   | 1996年4月1日  |                                    |
| 17           | 瀧川雄壯   | 1998年4月1日  |                                    |
| 18           | 山本孝二   | 2000年4月1日  |                                    |
| 19           | 北出武夫   | 2003年4月1日  |                                    |
| 20           | 長坂昴一   | 2004年4月1日  |                                    |
| 21           | 平木哲     | 2006年4月1日  |                                    |
| 22           | 櫻井邦雄   | 2009年4月1日  |                                    |
| 23           | 羽鳥光彥   | 2011年1月18日 |                                    |
| 24           | 西出則武   | 2014年4月1日  |                                    |
| 25           | 橋田俊彥   | 2016年4月1日  |                                    |
| 26           | 關田康雄   | 2019年4月1日  |                                    |